# Fabio Rizzi
Fabio Rizzi (Cittiglio, 19 novembre 1966) è un politico italiano.

## Carriera professionale
Medico anestesista rianimatore. Diplomato al Liceo Classico di Varese nel 1985, si è laureato con 110 e lode in medicina all'Università di Pavia nel 1991.

## Carriera politica
Il 16 novembre 1997 è eletto per la prima volta consigliere comunale di Besozzo (incarico mantenuto finora, per cui sarà eletto 4 volte consecutivamente nel 1997, 2002, 2007 e 2012) nella lista monocolore della Lega Nord. Diventa subito assessore comunale alla Sanità, Servizi Sociali, Affari Generali e Personale nella Giunta leghista del sindaco Fausto Emilio Brunella fino al termine della consiliatura.
Il 27 maggio 2002, con la rielezione del sindaco leghista Brunella, Rizzi diventa Vicesindaco di Besozzo e rimane assessore alla Salute e Politiche Sociali per tutto il mandato.
È stato uno fra i fondatori della prima sede della Lega in Sardegna.
Nel 2003 diventa responsabile Sanità della Provincia di Varese per la Lega mentre nel 2006 diventa Segretario Provinciale della Lega Nord Varese.
Il 27 maggio 2007 è stato eletto sindaco di Besozzo col 40% (1.879 voti) per la Lega Nord.
Il 16 ottobre 2007 viene proclamato Consigliere regionale della Regione Lombardia. Candidatosi alle Elezioni regionali in Lombardia del 2005 per la Lega Lombarda nella Provincia di Varese a sostegno del candidato Presidente della Casa delle Libertà, Roberto Formigoni risultando con 2.229 voti il primo nei non eletti. Subentra in Consiglio regionale dopo le dimissioni del collega di partito, Gigi Farioli appena eletto sindaco di Busto Arsizio. Nella VIII legislatura sarà prima componente della III Commissione regionale Sanità e Assistenza (30 ottobre-4 dicembre 2007) e poi componente della VII Commissione regionale Cultura, Formazione Professionale, Sport e Informazione (4 dicembre 2007- 8 febbraio 2008). Presenta le dimissioni il 28 gennaio 2008 (effettive dall'8 febbraio) a causa dell'incompatibilità con la carica di Sindaco di Besozzo rimanendo consigliere regionale per meno di 4 mesi (16 ottobre 2007-8 febbraio 2008).
Nel 2008 è stato eletto senatore della Repubblica per la Lega Nord. È capogruppo della Lega Nord nella Commissione permanente Sanità e Salute del Senato e segretario della Commissione bicamerale sul Servizio Sanitario Nazionale. È stato anche capogruppo della Commissione d'inchiesta sull'uranio impoverito e membro della Commissione bicamerale sull'infanzia. Con la carica di senatore, manterrà contemporaneamente anche l'incarico di sindaco per tutto il mandato cittadino essendo un piccolo comune.
Si è poi candidato sempre tra le file della Lega Lombarda alle elezioni regionali in Lombardia del 2013 a sostegno del candidato del centrodestra unito, Roberto Maroni e con 2.082 risulta il primo degli eletti per la Circoscrizione di Varese nelle liste della Lega. Diventa inoltre Responsabile federale alla Sanità e Welfare della Lega Nord.
É stato presidente della Commissione Sanità del Consiglio regionale della Lombardia e relatore delle Riforma sanitaria della Lombardia del 2015.
A causa dello scandalo giudiziario, noto come "Operazione Smile" in cui é rimasto coinvolto nel febbraio 2016 ha lasciato la carriera politica.

### Inchieste
Il 16 febbraio 2016 è stato arrestato per appalti truccati nella Sanità Lombarda. Rilasciato ai domiciliari e poi libero dagli inizi di giugno 2016, il 20 luglio ha patteggiato la sua pena.
Nell'inchiesta della Procura di Monza, che ha portato all'esecuzione di 21 ordinanze di custodia cautelare, è coinvolta anche la compagna di Rizzi.